# Мраморно било
Мраморното било на Пирин представлява част от централното пиринско било от връх Вихрен до връх Разложки суходол. Мраморите в Пирин, които заемат около 10% от повърността му, са най-старите скали в планината. Те са от групата на метаморфните, тоест вторично преобразувани, поради което са и най-твърди. Това обяснява защо мраморните върхове и била в Пирин се рушат най-бавно и следователно защо днес това са най-високите пирински части. От мрамор са изградени повърхностните части на метаморфната основа на планината, легнали върху гнайси, амфиболити и шисти.
На юг мраморното било започва от седловината Кабата, непосредствено в подножието на Вихрен. Неговата дължина по права линия едва надхвърля пет километра. То самото също следва почти права линия от югоизток на югозапад. На него се намират най-високите върхове в Пирин: Вихрен (2914 м), Кутело (2908 м) и Бански суходол (2884 м), както и тесният скалист ръб Кончето, по който не може безопасно да се мине без поставеното въже. На север следват още три върха - Баюви дупки, Каменитица и Разложки суходол, чиято височина постоянно спада от 2820 до 2640 м. Югозападните склонове (Странето) са много стръмни и на тях няма образувани значителни билни разклонения, но североизточните представляват сбор от шест ясно забележими била. От юг на север те са Джамджиевите скали, Палашица, Църна могила, Котешки чал (3 км), Средоноса и ридът на Стъпалата (Събите). На някои от тях има оформени върхове, добре известни на алпинистите и туристите. Поради подчертано алпийския им характер с остри ръбове и отвесни скали по техните склонове са прокарани катерачни маршрути от ІІ и ІІІ категория. Между тези била са оформени значителни циркуси като Казаните, Бански суходол и Баюви дупки.
Мраморното било е най-безводната част на Пирин. Поради особения карстов характер на мраморните скали, в циркусите няма езера, а реките започват надолу по склоновете, където основата е вече гранитна. Към река Бъндерица тече малката Елтепска вода. В циркуса Разложкия суходол е разположено малкото Суходолско езеро (едно от двете езера в мраморните части на Пирин), което дава началото на едноименна река. На югозапад, към Влахинската река се спускат тънки поточета, не по-дълги от километър, но всички те текат върху гранит. Единствената вода, която се задържа през цялата година върху мрамора, са малките преспи сняг, останали в подножието на Вихрен и Кончето. Природата е изключително бедна, предимно треви и лишеи. На Джамджиевите скали се срещат еделвайси. От животните преобладават насекоми и дребни гризачи, както и диви кози, които могат често да се видят в подножието на Вихрен.
Поради факта, че тук са пиринските първенци, Мраморното било е от най-посещаваните места в планината. Две основни пътеки водят към връх Вихрен, а от седловината Кабата се отделя маркираната в червено пътека, която минава по цялото било. Маршрутът по билото (например от хижа Вихрен до хижа Яворов) е труден и не се препоръчва за по-големи и слабо подготвени групи не само заради преминаването на Кончето, но и заради липсата на вода. През зимата подобно начинание е рисковано и неразумно. Що се отнася до посещаване на страничните била, това се прави само от професионалисти с необходимата екипировка.
Тук са построени два малки заслона:
- Казана (наричан още Елтепе) в Големия казан, издигнат през 1957 г. от Географския институт при БАН на 2445 м височина, който може да побере 4-5 д.;
- Кончето, разположен близо до връх Баюви дупки на 2760 м височина (най-високата сграда в Пирин). Построен е през 1955 г. от пловдивски алпинисти от дърво, а към скалите е прикрепен със стоманени въжета.